# De Munck (músics)
De Munck (músics), Fou una família de violoncel·listes belgues.
Franz De Munck, (Brussel·les, 6 d'octubre de 1815 - idm. 28 de febrer de 1854), fou un violoncel·lista belga. Va ser deixeble de Platel i el succeí com a professor del Conservatori de Brussel·les, des del 1845 emprengué una sèrie de viatges per Alemanya i Anglaterra, en els que conquerí tanta glòria com profit. Deixà una Fantasie avec des variations sur des thèmes russes, per a violoncel i orquestra.
Ernest De Munck, (Brussel·les, 19 de desembre de 1840 - Londres, 19 de gener de 1915 fill de l'anterior i violoncel·lista com el seu pare del qual en fou deixeble, com també de Servais, marxà a París el 1868 formà part del quartet Maurie, però el 1870 entrà com a primer violoncel·lista en l'Òpera de Weimar, ciutat en la qual es casà amb Carlota Patti, vivint més tard a París fins al 1893 en la que assolí una càtedra en la Reial Acadèmia de Música de Londres.